# Aleksa Bečić

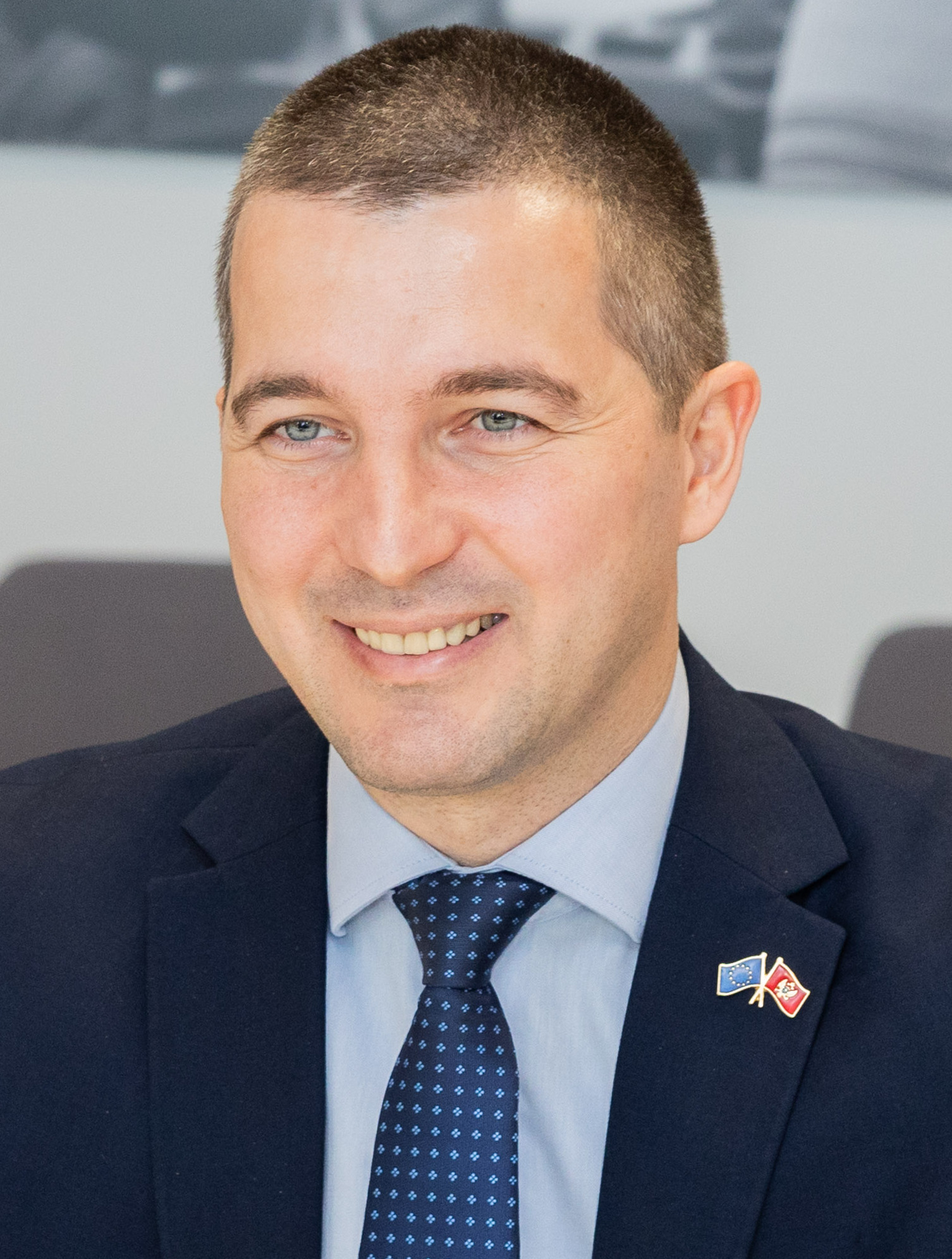
Aleksa Bečić (2024)

Aleksa Bečić (montenegrinisch-kyrillisch: Алекса Бечић; * 4. August 1987 in Cetinje, SR Montenegro, SFR Jugoslawien) ist ein montenegrinischer Politiker von Demokratisches Montenegro (Demokratska Crna Gora), der zwischen 2016 und 2023 Mitglied des Parlaments (Skupština) sowie von 2020 bis 2022 Parlamentspräsident war. Seit 2023 ist er im Kabinett von Ministerpräsident Milojko Spajić stellvertretender Ministerpräsident für Sicherheit, Innenpolitik, europäische und auswärtige Angelegenheiten.

## Leben
Aleksa Bečić besuchte die Grundschule und die weiterführende Schule in Podgorica und begann daraufhin ein Studium an der Fakultät für Wirtschaftswissenschaften an der dortigen Universität Montenegro, welches er im Juli 2010 mit einem Bachelor abschloss. Er engagierte sich zwischen 2010 und 2015 für die Sozialistische Volkspartei SNP (Socijalistička narodna partija Crne Gore) und schloss im März 2014 ein postgraduales Studium mit Schwerpunkt Rechnungswesen und Wirtschaftsprüfung an der Fakultät für Wirtschaftswissenschaften der Universität Montenegro mit einem Master ab. Am 19. April 2015 gründete er die Partei Demokratisches Montenegro (Demokratska Crna Gora), dessen Vorsitzender er seither ist, und wurde für diese bei der Parlamentswahl am 16. Oktober 2016 erstmals zum Mitglied des Parlaments (Skupština) gewählt. Demokratisches Montenegro errang bei dieser Wahl 38.183 Stimmen (9,99 Prozent) und damit acht der 81 Sitze. Bei der Parlamentswahl am 30. August 2020 war er Führer des Wahlbündnisses „Frieden ist unsere Nation“ MNN (Mir je naša nacija), der neben Demokratisches Montenegro insbesondere die Demokratische Allianz DEMOS (Demokratski savez) von Miodrag Lekić und die Partei der Rentner, Invaliden und Wiedergutmachung PPIR (Partija penzionera, invalida i restitucije) angehörten. Dieses Wahlbündnis erreichte 51.297 Stimmen (12,53 Prozent) und zehn der 81 Sitze im Parlament.
Nach dieser Wahl wurde Bečić am 23. November 2020 Nachfolger von Ivan Brajović als Präsident des Parlaments und bekleidete dieses Amt bis zum 7. Februar 2022, woraufhin Danijela Đurović neue Parlamentspräsidentin wurde. Damit war er der jüngste Präsident der Versammlung in der Geschichte des montenegrinischen Parlamentarismus und der jüngste Präsident eines Parlaments in Europa. Er war Mitglied des Rates für Verteidigung und Sicherheit, der aus dem Präsidenten Montenegros, dem Präsidenten des Parlaments und dem Ministerpräsidenten besteht. In der 27. Legislaturperiode (2020 bis 2023) war er zudem Co-Vorsitzender und Mitglied des Parlamentarischen Ausschusses für Stabilisierung und Assoziierung POSP (Parlamentarnog odbora za stabilizaciju i pridruživanje). Im ersten Wahlgang der Präsidentschaftswahl am 19. März 2023 belegte er nach Amtsinhaber Milo Đukanović (119.685	Stimmen, 35,4 Prozent), Jakov Milatović (97.867	Stimmen, 28,9 Prozent) und Andrija Mandić (65.394 Stimmen, 19,3 Prozent) mit 37.563	Stimmen (11,1 Prozent) den vierten Platz und verpasste somit die Stichwahl der beiden Erstplatzierten am 2. April 2023.
Bei der darauf folgenden Parlamentswahl am 11. Juni 2023 errang das Wahlbündnis „Aleksa und Dritan – Mut zählt!“ (Aleksa i Dritan – Hrabro se broji!), welches aus den Demokraten von Bečić und der Bürgerbewegung Vereinigte Reformaktion URA (Građanski pokret Ujedinjena reformska akcija) des bisherigen Ministerpräsidenten Dritan Abazović gebildet wurde, 37.777 Stimmen (12,5 Prozent) und elf Sitze im Parlament. Milojko Spajić, der Vorsitzende von PES!, schloss eine Koalition mit DPS und URA aus. Bečić erklärte als Vorsitzender der Demokraten, dass sein Bündnis mit der URA ein „Königsmacher“ in den Koalitionsgesprächen sein würde. Am 10. August 2023 beauftragte der Präsident Montenegros Jakov Milatović Milojko Spajić (PES!) mit der Regierungsbildung. Am 19. Oktober 2023 unterzeichneten PES, Demokraten, Za, SNP, CIVIS, das albanische Forum und die albanische Allianz nach monatelangen Verhandlungen einen Koalitionsvertrag. Am 31. Oktober 2023 sprach das Parlament von Montenegro der neue Regierung unter Premierminister Spajić mit 46 von 81 Stimmen das Vertrauen aus.
Im Kabinett Spajić wurde Aleksa Bečić stellvertretender Ministerpräsident für Sicherheit, Innenpolitik, europäische und auswärtige Angelegenheiten (Potpredsjednik Vlade za bezbjednost, unutrašnju politiku, evropske i vanjske poslove), Mitglied des Nationalen Sicherheitsrates (Vijeća za nacionalnu bezbjednost) und Koordinator des Büros für operative Koordination (Biroa za operativnu koordinaciju), während Momo Koprivica, Srđan Pavićević, Nik Gjeloshaj und Dragoslav Šćekić weitere stellvertretende Ministerpräsidenten für bestimmte Schwerpunktthemen wurden. In das Kabinett wurden darüber hinaus Filip Ivanović als Außenminister, Dragan Krapović als Verteidigungsminister, Danilo Šaranović als Innenminister sowie Novica Vuković als Finanzminister berufen.
Bečić ist mit Jelena Bečić verheiratet.